# The Strokes

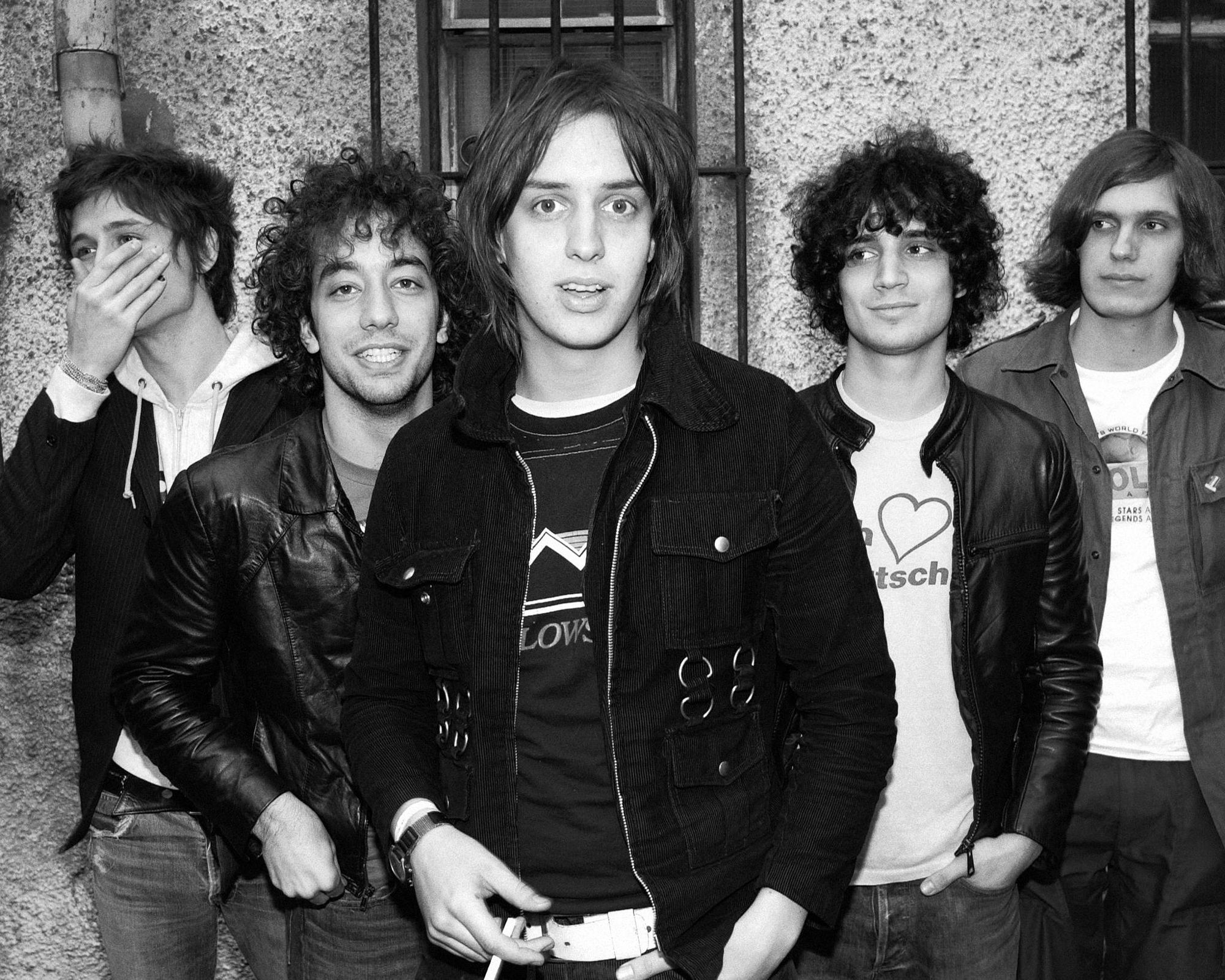
The Strokes 2002

The Strokes — рок-гурт з Нью-Йорка, США. Був створений 1998 року і з того часу випустив шість студійних альбомів: Is This It (2001), Room on Fire (2003), First Impressions of Earth (2006), Angles (2011), Comedown Machine (2013), The New Abnormal (2020).

## Склад
- Джуліан Касабланкас — вокал, гітара;
- Нік Валенсі — електронна гітара;
- Альберт Хаммонд — електронна гітара;
- Ніколай Фрайтур — бас-гітара;
- Фабріціо Моретті — ударні.

## Дискографія

### Студійні альбоми
- 2001 — Is This It
- 2003 — Room on Fire
- 2006 — First Impressions of Earth
- 2011 — Angles
- 2013 — Comedown Machine
- 2020 — The New Abnormal